# 後藤勝基
後藤 勝基（ごとう かつもと、天文7年（1538年）? - 天正7年5月2日（1579年5月27日））は、戦国時代の美作国の武将。官途は摂津守、一説に左衛門尉。勝元とも。

## 経歴
後藤家は南北朝時代から戦国時代にかけての200年間、三星城を居城とした。勝基もその代々守ってきた三星城を父・後藤勝国（後藤勝政の子）から譲り受けた。
勝基が当主となってのち、出雲尼子氏の力が衰えはじめたので、永禄3年（1560年）頃にその配下から離反し、備前国の浦上宗景と組んで江見久盛の居城である倉敷城を攻め、永禄5年（1562年）には浦上勢を先導して美作国中央部へと侵攻するが失敗に終わった。永禄6年（1563年）には今度は三村家親に三星城を攻められるが、浦上氏の援軍もありこれを退け、以降は東美作統一に奔走、順調に勢力を拡大していき、安東、江見、小坂田などの土豪を配下として、ついに東美作の大部分を掌握した。
しかし勝基は元亀2年（1571年）に浦上宗景と対立。毛利氏と結び、居城の三星城に籠城し宗景の攻撃を受けている。翌年の毛利氏と浦上氏の和睦で浦上氏との関係も修復されたようだが、勝基は当主の座から退いたのか、替わって息子の後藤与四郎（後藤元政）が、文書を発給するようになる。
そして、天正3年（1575年）、宇喜多直家が主君浦上氏を居城天神山城から追放し、美作国への侵攻を始める。勝元は宗景を追放した直家に反発する旧浦上家臣の茶臼山城主・笹部勘二郎や美作鷲山城主の星賀光重らと結んで直家に対抗したが、直家は天正7年（1579年）、延原景能を大将とする大軍で茶臼山城を攻め落とし、3月にはついに三星城に攻め寄せた。勝基はよく守ったが、宇喜多氏の調略や火攻めによって、同年5月に三星城は陥落した。敗走した勝基は長内（岡山県美作市長内）の隠坂で自害、42歳といわれるその一生を終えている。
後年、勝基の墓として五輪塔が三星城跡に建立された。